# حي المجمع الليبي (صنعاء)

تعديل مصدري - تعديل

حي المجمع الليبي أحد أحياء مديرية الثورة في مدينة صنعاء اليمنية، بلغ عدد سكانه 4112 نسمة حسب التعداد السكاني في اليمن لعام 2004.

## الحارات
| الحارة            | عدد المساكن | عدد الأسر | الذكور | الأناث | الإجمالي |
| ----------------- | ----------- | --------- | ------ | ------ | -------- |
| حارة خزائن المطهر | 619         | 593       | 2279   | 1833   | 4112     |
| الإجمالي          | 619         | 593       | 2279   | 1833   | 4112     |